# Kopstal
Kopstal (luxemburguès Koplescht) és una comuna i vila a l'est de Luxemburg, que forma part del cantó de Capellen. Comprèn les viles de Kopstal i Bridel. Limita amb les comunes de Kehlen, Luxemburg, Steinsel, Strassen i Walferdange.

## Població
| Nacionalitat   | Població | %      |
| -------------- | -------- | ------ |
| luxemburguesos | 1.806    | 60,16% |
| Forasters      | 1.196    | 39,84% |
| - portuguesos  | 186      | 6,20%  |
| - francesos    | 217      | 7,23%  |
| - italians     | 51       | 1,70%  |
| - belgues      | 154      | 5,13%  |
| - alemanys     | 173      | 5,76%  |
| - iugoslaus    | 24       | 0,80%  |
| - altres       | 391      | 13,02% |

## Evolució demogràfica
| Any        | Població |
| ---------- | -------- |
| 15/02/2001 | 3.002    |
| 01/01/2002 | 3.001    |
| 01/01/2003 | 2.955    |
| 01/01/2004 | 2.958    |
| 01/01/2005 | 2.975    |